# Élections législatives de 1951 en Maine-et-Loire
Les élections législatives françaises de 1951 se tiennent le 17 juin. Ce sont les deuxièmes élections législatives de la Quatrième République.

## Mode de scrutin
Représentation proportionnelle plurinominale suivant la méthode du plus fort reste dans 103 circonscriptions, conformément à la loi des apparentements : les listes qui se sont « apparentées » avant l'élection remportent tous les sièges de la circonscription si leurs voix ajoutées obtiennent la majorité absolue des suffrages exprimés. Il y a 629 sièges à pourvoir.
Le vote préférentiel est admis. 
Dans le département de Maine-et-Loire, six députés sont à élire.

## Candidats

### Liste du Rassemblement du peuple français
| N° | Candidats | Candidats       | Parti | Principales fonctions                                                                                    |
| -- | --------- | --------------- | ----- | --- |
| 01 |           | Victor Chatenay | RPF   | Licencié en droit, Sénateur, maire d'Angers                                                              |
| 02 |           | Diomède Catroux | RPF   | Ancien capitaine des Forces françaises libres, docteur en droit, originaire de Montrevault               |
| 03 |           | André Commentry | RPF   | Contre-amiral de la deuxième section, premier adjoint au maire de Saumur                                 |
| 04 |           | Robert Hauret   | RPF   | Licencié en droit, ancien instituteur libre, viticulteur à Martigné-Briand                               |
| 05 |           | Joseph Barbary  | RPF   | Docteur en médecine, conseiller général du canton de Chemillé, ancien député                             |
| 06 |           | Paul Boudon     | RPF   | Docteur vétérinaire, Médaille de la Résistance, ancien déporté, conseiller général, maire de Noyant-Méon |

### Liste du Mouvement républicain populaire
| N° | Candidats | Candidats           | Parti | Principales fonctions                                                                  |
| -- | --------- | ------------------- | ----- | -------------------------------------------------------------------------------------- |
| 01 |           | Charles Barangé     | MRP   | Député sortant, inspecteur du Trésor, Angers                                           |
| 02 |           | Joseph Le Sciellour | MRP   | Député sortant, ancien résistant, ancien mineur, syndicaliste CFTC, Trélazé            |
| 03 |           | Emmanuel Clairefond | MRP   | Conseiller général, maire de Saumur, directeur commercial                              |
| 04 |           | Germaine Touquet    | MRP   | Mère de famille, veuve de déporté                                                      |
| 05 |           | Marcellin Faulque   | MRP   | Adjoint au maire de Cholet                                                             |
| 06 |           | Jean Sauvage        | MRP   | Conseiller général du canton d'Angers-Nord-Ouest, conseiller municipal d'Angers, cadre |

### Liste de l'Union des indépendants, des paysans et des républicains nationaux
| N° | Candidats | Candidats        | Parti | Principales fonctions                                                                         |
| -- | --------- | ---------------- | ----- | --------------------------------------------------------------------------------------------- |
| 01 |           | Bernard Manceau  | CNIP  | Docteur en droit, Président du Crédit immobilier de l'Anjou et des jardins ouvriers de Cholet |
| 02 |           | Jean de Blois    | CNIP  | Conseiller général, propriétaire exploitant à Daumeray                                        |
| 03 |           | Bernard Huet     | CNIP  | Ancien député, directeur commercial, Angers                                                   |
| 04 |           | Charles Bizard   | CNIP  | Propriétaire agriculteur, maire de Blou                                                       |
| 05 |           | Mme Jean Bouyer  | CNIP  | Mère de famille nombreuse, Angers                                                             |
| 06 |           | Maurice Pasquier | CNIP  | Principal clerc de notaire, conseiller municipal d'Angers                                     |

### Liste du Parti communiste français
| N° | Candidats | Candidats        | Parti | Principales fonctions                                   |
| -- | --------- | ---------------- | ----- | ------------------------------------------------------- |
| 01 |           | Georges Morand   | PCF   | Cheminot, député sortant, conseiller municipal d'Angers |
| 02 |           | Paul Crochet     | PCF   | Cultivateur                                             |
| 03 |           | Marie Marchand   | PCF   | Ouvrière à Cholet, secrétaire syndicale CGT             |
| 04 |           | Joseph Day       | PCF   | Ouvrier ardoisier                                       |
| 05 |           | Jacques Herbette | PCF   | Ouvrier métallurgiste, tréfileur, Angers                |
| 06 |           | René Mahias      | PCF   | Employé SNCF à Saumur                                   |

### Liste du Parti socialiste SFIO
| N° | Candidats | Candidats       | Parti | Principales fonctions                            |
| -- | --------- | --------------- | ----- | ------------------------------------------------ |
| 01 |           | Lionel Marmin   | SFIO  | Attaché de Préfecture, Angers                    |
| 02 |           | Andrée Boissin  | SFIO  | Chirurgien-dentiste, adjointe au maire de Longué |
| 03 |           | Joseph Tourneux | SFIO  | Cultivateur, Thorigné-d'Anjou                    |
| 04 |           | Henri David     | SFIO  | Hôtelier, maire de Montreuil-Belfroy             |
| 05 |           | Gabriel Pairon  | SFIO  | Allumetier, Trélazé                              |
| 06 |           | Eugène Moreau   | SFIO  | Directeur d'école honoraire, Bagneux             |

### Liste du Parti radical-socialiste
| N° | Candidats | Candidats          | Parti   | Principales fonctions                                   |
| -- | --------- | ------------------ | ------- | ------------------------------------------------------- |
| 01 |           | Jean Hérard        | Radical | Avocat à la Cour d'Appel, ancien Sous-Secrétaire d'État |
| 02 |           | Henri Raimbault    | Radical | Propriétaire-viticulteur, maire de Thouarcé             |
| 03 |           | Germaine Blanchard | Radical | Veuve de Maurice Blanchard, mort en déportation         |
| 04 |           | Jules Clin         | Radical | Exploitant forestier, conseiller municipal de Saumur    |
| 05 |           | Fernand Loiseleur  | Radical | Maître-imprimeur à Angers                               |
| 06 |           | Auguste Dolbeau    | Radical | Agriculteur, maire de Fougeré                           |

### Liste du Rassemblement des groupes républicains et indépendants français
| N° | Candidats | Candidats       | Parti | Principales fonctions   |
| -- | --------- | --------------- | ----- | ----------------------- |
| 01 |           | André David     | RGRIF | Assureur-conseil        |
| 02 |           | Paul Besson     | RGRIF | Agriculteur             |
| 03 |           | Yvonne Profit   | RGRIF |                         |
| 04 |           | Auguste Bricard | RGRIF | Agriculteur, commerçant |
| 05 |           | Edmond Aranda   | RGRIF | Inspecteur des PTT      |
| 06 |           | Joseph Robin    | RGRIF | Ouvrier boulanger       |

## Élus
| Député sortant                | Parti | Parti | Député élu ou réélu                | Parti | Parti |
| ----------------------------- | ----- | ----- | ---------------------------------- | ----- | ----- |
| Georges Morand                |       | PCF   | Victor Chatenay                    |       | RPF   |
| Auguste Allonneau             |       | SFIO  | Diomède Catroux                    |       | RPF   |
| Charles Barangé               |       | MRP   | Charles Barangé                    |       | MRP   |
| Joseph Le Sciellour           |       | MRP   | Joseph Le Sciellour décédé en 1954 |       | MRP   |
| Louis Asseray                 |       | MRP   | Bernard Manceau                    |       | CNIP  |
| Jean de Geoffre de Chabrignac |       | RPF   | André Commentry                    |       | RPF   |

## Résultats

### Résultats à l'échelle du département
- Les listes du MRP et du CNIP se sont apparentées.
- Leurs voix cumulées représentant moins de 50% des exprimés, les sièges sont répartis à la proportionnelle entre tous les partis.
- Le score de l'apparentement est considéré comme celui d'une liste pour la répartition générale, ensuite la répartition interne des sièges entre apparentées se fait également à la proportionnelle.

| Parti    | Parti                                                           | Tête de liste     | Résultats | Résultats | Sièges |  |
| Parti    | Parti                                                           | Tête de liste     | Voix      | %         |        |  |
| -------- | --------------------------------------------------------------- | ----------------- | --------- | --------- | ------ |  |
|          | Rassemblement du peuple français                                | Victor Chatenay   | 83 350    | 36,28     | 3      |  |
|          | Mouvement républicain populaire *                               | Charles Barangé   | 47 231    | 20,56     | 2      |  |
|          | Centre national des indépendants et paysans *                   | Bernard Manceau   | 36 609    | 15,93     | 1      |  |
|          | Parti communiste français                                       | Georges Morand    | 26 632    | 11,59     | 0      |  |
|          | Section française de l'Internationale ouvrière                  | Auguste Allonneau | 17 911    | 7,80      | 0      |  |
|          | Parti républicain, radical et radical-socialiste                | Jean Hérard       | 16 285    | 7,09      | 0      |  |
|          | Rassemblement des groupes républicains et indépendants français | André David       | 0         | 0,00      | 0      |  |
|          |                                                                 |                   |           |           |        |  |
| Inscrits | Inscrits                                                        | Inscrits          | 298 108   | 100,00    | 6      |  |
| Votants  | Votants                                                         | Votants           | 237 640   | 79,72     |        |  |
| Exprimés | Exprimés                                                        | Exprimés          | 229 761   | 96,69     |        |  |